# 金原亭生駒
金原亭 生駒（きんげんてい いこま、1961年〈昭和36年〉9月6日 - ）は、神奈川県川崎市出身の落語家。落語協会所属。本名∶山崎 博。出囃子∶『京の四季』。

## 経歴
1979年に十代目金原亭馬生に入門、前座名「駒七」。1982年に師匠・馬生が死去したことに伴い兄弟子金原亭伯楽の門下となる。
1983年 二ツ目に昇進、「駒之助」に改名。
1995年に柳家小三太、三遊亭圓王、橘家富蔵、三遊亭吉窓、初音家左橋、古今亭菊輔、柳家一九、林家うん平、桂扇生と共に真打昇進し、「天乃家白馬」と改名。
2019年6月1日、「金原亭生駒」に改名。